# Mollisia orcadensis
Mollisia orcadensis är en svampart som beskrevs av Dennis & Spooner 1993. Mollisia orcadensis ingår i släktet Mollisia och familjen Dermateaceae.   Inga underarter finns listade i Catalogue of Life.